# Абенвил
Абенвил (фр. Abainville) је насељено место у Француској у региону Лотарингија, у департману Меза.
По подацима из 2011. године у општини је живело 292 становника, а густина насељености је износила 21,36 становника/km².

## Демографија
| 1962. | 1968. | 1975. | 1982. | 1990. | 1999. | 2011. |
| ----- | ----- | ----- | ----- | ----- | ----- | ----- |
| 349   | 369   | 327   | 349   | 305   | 323   | 292   |